# Абу-Кбейс
Абу-Кбейс (араб. أبو قبيس‎ [Qal’at Abu Qobeis]) — населённый пункт с прилежащим средневековым замком в лесной горной местности Сирии в мухафазе Хама в 45 км от Хама и в 250 км от Дамаска.

## Население
Население около 1200 человек, в основном алавиты. Согласно Центральному бюро статистики Сирии (CBS), Абу-Кбейс населяло 758 человек по переписи 2004 года.

## История

### Средневековье

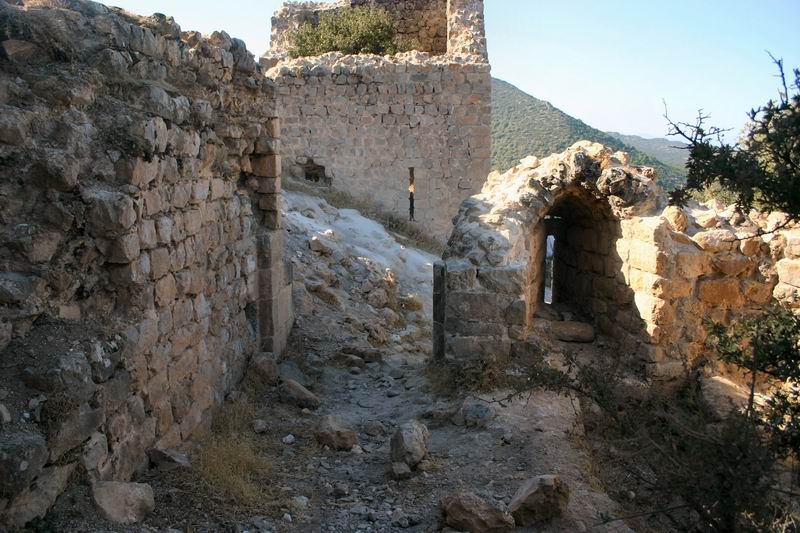
Внутри крепости, 2004 год

Крепость Абу-Кбейс была возведена арабами во времена Аббасидского халифата. Была укреплена Византийской империей в X веке. Замок был круглым, относительно небольшим и с видом на реку Оронт. Во время второй кампании против мусульман в Сирии византийский император Василий II, сжёг Абу-Кбейс вместе с рядом других крепостей в провинции Хомс.
После завоевания крестоносцами прибрежного Леванта в 1099 году, губернатор Фатимидов Ифтихар ад-Даула оставил свою должность в Иерусалиме и переехал в Абу-Кбейс в которой он стал правителем.

### Во временаОсманской империи

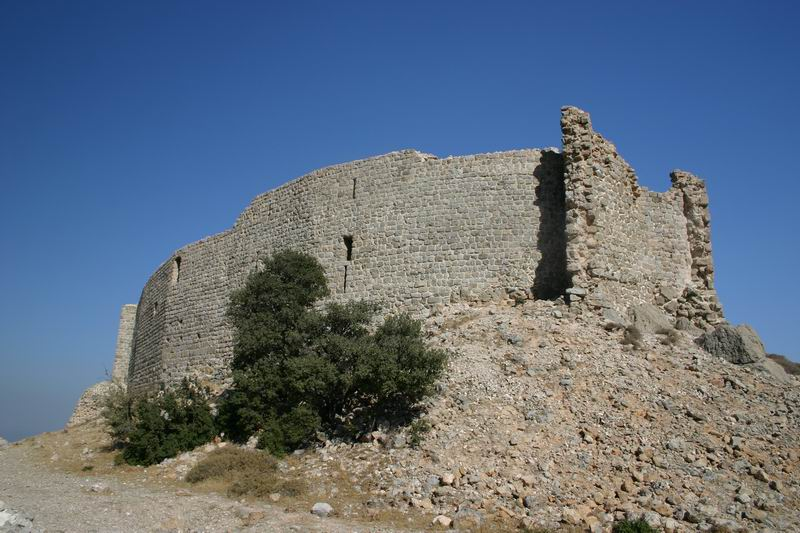
Внешняя оборонительная стена крепости, 2004 год

Левант был завоёван Османской империей в 1516 году после того, как армия султана Селима I нанесла решительное поражение мамлюкскому султанату в местности Мардж-Дабик. Турки захватив крепость переименовали в Картал.

## Архитектура
Замок в Абу-Кбейс в настоящее время в плохом состоянии, но большинство из её остатков убедительно свидетельствуют об архитектурных особенностей, характерных для крепостей исмаилитов, а именно небольшие по размерам и нерегулярные кладки.